# Seuneubok Tuha (Pante Bidari)
Seuneubok Tuha is een bestuurslaag in het regentschap Aceh Timur van de provincie Atjeh, Indonesië. Seuneubok Tuha telt 337 inwoners (volkstelling 2010).